# Vuelta a España 1970
La 25.ª edición de la Vuelta a España se disputó del 23 de abril al 12 de mayo de 1970, con un recorrido de 3568 km dividido en un prólogo y 19 etapas, dos de ellas dobles, con inicio en Cádiz y final en Bilbao.
Tomaron la salida 109 corredores repartidos en 10 equipos de los que solo lograron finalizar la prueba 59 ciclistas.
El vencedor, Luis Ocaña, cubrió la prueba a una velocidad media de 39,576 km/h. Guido Reybrouck fue el vencedor en la clasificación por puntos y Agustín Tamames consiguió la clasificación de la montaña.
De las etapas disputadas, ocho fueron ganadas por ciclistas españoles. 

## Etapas
| Etapa   | Fecha       | Recorrido                       | Km       | Ganador                | Líder            |
| Prólogo | 23 de abril | Cádiz                           | 6 (CRI)  | Luis Ocaña             | Luis Ocaña       |
| 1.ª     | 24 de abril | Cádiz-Jerez de la Frontera      | 170      | Eddy Peelman           | René Pijnen      |
| 2.ª     | 25 de abril | Jerez de la Frontera-Fuengirola | 217      | Julián Cuevas          | René Pijnen      |
| 3.ª     | 26 de abril | Fuengirola-Almería              | 249      | Guido Reybrouck        | René Pijnen      |
| 4.ª     | 27 de abril | Almería-Lorca                   | 161      | Jean Ronsmans          | Domingo Perurena |
| 5.ª     | 28 de abril | Lorca-Calpe                     | 209      | Luis Pedro Santamarina | René Pijnen      |
| 6.ª     | 29 de abril | Calpe-Burriana                  | 198      | Eddy Peelman           | René Pijnen      |
| 7.ª     | 30 de abril | Burriana-Tarragona              | 201      | Guido Reybrouck        | René Pijnen      |
| 8.ª a   | 1 de mayo   | Tarragona-Barcelona             | 100      | Ramón Sáez             | René Pijnen      |
| 8.ª b   | 1 de mayo   | Barcelona                       | 48       | Guido Reybrouck        | René Pijnen      |
| 9.ª     | 2 de mayo   | Barcelona-Igualada              | 189      | Agustín Tamames        | Luis Ocaña       |
| 10.ª    | 3 de mayo   | Igualada-Zaragoza               | 237      | Anatole Novak          | Luis Ocaña       |
| 11.ª    | 4 de mayo   | Zaragoza-Calatayud              | 118      | Marinus Wagtmans       | Luis Ocaña       |
| 12.ª    | 5 de mayo   | Calatayud-Madrid                | 204      | Johny Schleck          | Luis Ocaña       |
| 13.ª    | 6 de mayo   | Madrid-Soria                    | 221      | Marinus Wagtmans       | Agustín Tamames  |
| 14.ª    | 7 de mayo   | Soria-Valladolid                | 238      | Jan Serpenti           | Agustín Tamames  |
| 15.ª    | 8 de mayo   | Valladolid-Burgos               | 134      | Ramón Sáez             | Agustín Tamames  |
| 16.ª    | 9 de mayo   | Burgos-Santander                | 179      | Roger Rosiers          | Agustín Tamames  |
| 17.ª    | 10 de mayo  | Santander-Vitoria               | 191      | Willy In't Ven         | Agustín Tamames  |
| 18.ª    | 11 de mayo  | Vitoria-San Sebastián           | 157      | José María Errandonea  | Agustín Tamames  |
| 19.ª a  | 12 de mayo  | San Sebastián-Llodio            | 104      | Jos Van der Vleuten    | Agustín Tamames  |
| 19.ª b  | 12 de mayo  | Llodio-Bilbao                   | 29 (CRI) | Luis Ocaña             | Luis Ocaña       |

## Equipos participantes
| Equipo              | Jefe de filas     |
| La Casera           | Miguel Rodríguez  |
| Willem II-Gazelle   | Evert Dolman      |
| Bic                 | Luis Ocaña        |
| Werner              | Jesús Manzaneque  |
| Hertekamp-Magniflex | Raymond Steegmans |

| Equipo         | Jefe de filas           |
| Fagor-Mercier  | Domingo Perurena        |
| Karpy          | Eduardo Castelló        |
| Germanvox-Wega | Guido Reybrouck         |
| Kas            | Antonio Gómez del Moral |
| Mann-Grundig   | Herman Van Springel     |

## Clasificaciones
En esta edición de la Vuelta a España se diputaron ocho clasificaciones que dieron los siguientes resultados:
| \| 1. \| Luis Ocaña \| España \| BIC \| 89 h 57' 12" \| \| \| 2. \| Agustín Tamames \| España \| WER \| + 1' 18" \| \| \| 3. \| Herman Van Springel \| Bélgica \| MAN \| + 1' 27" \| \| \| 4. \| Jesús Manzaneque \| España \| WER \| + 1' 27" \| \| \| 5. \| Willy In't Ven \| Bélgica \| GER \| + 2' 00" \| \| \| 6. \| Francisco Galdós \| España \| KAS \| + 3' 07" \| \| \| 7. \| Miguel María Lasa \| España \| CAS \| + 3' 09" \| \| \| 8. \| Joaquim Galera \| España \| CAS \| + 3' 15" \| \| \| 9. \| Luis Pedro Santamarina \| España \| WER \| + 3' 50" \| \| \| 10. \| Juan Manuel Santisteban \| España \| KAR \| + 4' 15" \| \| |                         |         |     |              |  |
| 1. | Luis Ocaña              | España  | BIC | 89 h 57' 12" |  |
| 2. | Agustín Tamames         | España  | WER | + 1' 18"     |  |
| 3. | Herman Van Springel     | Bélgica | MAN | + 1' 27"     |  |
| 4. | Jesús Manzaneque        | España  | WER | + 1' 27"     |  |
| 5. | Willy In't Ven          | Bélgica | GER | + 2' 00"     |  |
| 6. | Francisco Galdós        | España  | KAS | + 3' 07"     |  |
| 7. | Miguel María Lasa       | España  | CAS | + 3' 09"     |  |
| 8. | Joaquim Galera          | España  | CAS | + 3' 15"     |  |
| 9. | Luis Pedro Santamarina  | España  | WER | + 3' 50"     |  |
| 10. | Juan Manuel Santisteban | España  | KAR | + 4' 15"     |  |

| \| 1. \| Guido Reybrouck \| Bélgica \| GER \| 199 puntos \| \| 2. \| Jean Ronsmans \| Bélgica \| MAG \| 197 puntos \| \| 3. \| Ramón Sáez \| España \| WER \| 172 puntos \| |                 |         |     |            |
| 1. | Guido Reybrouck | Bélgica | GER | 199 puntos |
| 2. | Jean Ronsmans   | Bélgica | MAG | 197 puntos |
| 3. | Ramón Sáez      | España  | WER | 172 puntos |

| \| 1. \| Agustín Tamames \| España \| WER \| 69 puntos \| \| 2. \| Ventura Díaz \| España \| WER \| 50 puntos \| \| 3. \| Joaquín Galera \| España \| CAS \| 47 puntos \| |                 |        |     |           |
| 1. | Agustín Tamames | España | WER | 69 puntos |
| 2. | Ventura Díaz    | España | WER | 50 puntos |
| 3. | Joaquín Galera  | España | CAS | 47 puntos |

| \| 1. \| Miguel María Lasa \| España \| CAS \| 9 puntos \| |                   |        |     |          |
| 1.                                                         | Miguel María Lasa | España | CAS | 9 puntos |

| \| 1. \| Jos van der Vleuten \| Holanda \| WIL \| - \| |                     |         |     |   |
| 1.                                                     | Jos van der Vleuten | Holanda | WIL | - |

| \| 1. \| Guido Reybrouck \| Bélgica \| GER \| - \| |                 |         |     |   |
| 1.                                                 | Guido Reybrouck | Bélgica | GER | - |

| \| 1. \| José Manuel Fuente \| España \| KAR \| 90 h 02' 35" \| |                    |        |     |              |
| 1.                                                              | José Manuel Fuente | España | KAR | 90 h 02' 35" |

| \| 1. \| Werner \| España \| WER \| 269 h 58' 11" \| |        |        |     |               |
| 1.                                                   | Werner | España | WER | 269 h 58' 11" |